# Rexhep Çeliku
Rexhep Çeliku (* 19. Juli 1954 in Tirana, Albanien; † 12. Januar 2018) war ein albanischer Choreograf und Volkstänzer. Ab 1976 war er als Solist im Ansambli Kombëtar i Këngëve dhe Valleve Popullore (Nationalensemble der Volkslieder und -tänze) tätig gewesen. In seinem Repertoire finden sich etwa 8000 Aufführungen innerhalb und außerhalb Albaniens, in denen er rund 12.000 Rollen gespielt hat. Rexhep Çeliku gehört somit zu den wichtigsten Interpreten des albanischen Tanzes.
Der „Vater der albanischen Choreografie“ Panajot Kanaçi (1924–1996) war ein enger Freund von Rexhep Çeliku, der mit ihm über 25 Jahre lang zusammenarbeitete.
In den frühen Morgenstunden des 12. Januar 2018 verstarb Rexhep Çeliku an einer Krankheit. Vor seinem Tod erhielt er unter anderem die albanischen Verdienstorden Nderi i Kombit („Würde des Volkes“) und Mjeshtër i madh („Großer Meister“).